# 大分市立神崎小学校
大分市立神崎小学校（おおいたしりつ かんざきしょうがっこう）は、大分県大分市にある公立小学校である。

## 概要
大分市の北西部に位置しており、校区は別府湾に沿って別府市との境界まで広がる。その立地を活かして、田の浦ビーチでのカヌー、シュノーケリングの体験活動やビワの栽培などの活動が行われている。
大分市内の小学校では、大分市立上戸次小学校と並んで小規模特認校に指定されており、通学区域外からの入学・転学が認められている。
なお、大分市北東部の佐賀関地区（旧佐賀関町）にある大分市立こうざき小学校は、佐賀関町が大分市に編入されるまでは佐賀関町立神崎小学校という校名であったが、編入にあたって本校と同名にならないように、2005年（平成17年）1月1日の編入時に校名がひらがな表記の「こうざき小学校」に改められた。一方、こうざき小学校と同じ地区にある大分市立神崎中学校は、同名の中学校がなかったため「佐賀関町立」を「大分市立」に改めただけである。このため、本校と大分市立神崎中学校とは、名称は共通するものの、通学区域はまったく異なるという関係にある。

## 沿革
- 1875年（明治8年）4月8日 - 白木地区、田ノ浦地区でそれぞれ民家を借りて学校が創立される。
- 1880年（明治13年）2月5日 - 両校が合併し、校名を神崎尋常小学校とする。
- 1905年（明治38年）2月 - 大分市大字神崎1845番地に校舎を新築して移転。
- 1908年（明治41年）4月 - 八幡尋常高等小学校神崎分校に校名を改める
- 1913年（大正2年）6月1日 - 神崎尋常小学校に校名を改め開校式を挙行。
- 1939年（昭和14年）8月15日 - 八幡村の大分市への編入に伴い大分市立神崎尋常小学校となる。
- 2000年（平成2年）3月17日 - 現在地に新校舎竣工。
- 2000年（平成2年）5月27日 - 新校舎落成式。

## 通学区域
下白木、田ノ浦、鳴川